# Acremonium alcalophilum
Acremonium alcalophilum är en svampart som beskrevs av G. Okada 1993. Acremonium alcalophilum ingår i släktet Acremonium, ordningen köttkärnsvampar, klassen Sordariomycetes, divisionen sporsäcksvampar och riket svampar.   Inga underarter finns listade i Catalogue of Life.